# 中站村
中站村，位于中国广东省韶关市南雄市珠玑镇，为韶关市南雄市的一个市、县级文物保护单位，类型为古建筑，公布时间为2006年6月12日。
中站村的历史年代为秦至清。